# Танкови войски
Първото бойно използване на танковете е през Първата световна война. Преди това ролята на съвременните танкови войски е изпълнявана от кавалерията – бърз пробив в отбраната, обход и обхват на фланговете и прекъсване на тиловите комуникации на врага.
Танкът е въведен с цел преодоляване на позиционната война – интензивното използване на полеви окопи и отбранителни укрепления, съчетани с масиран артилерийски и картечен огън, създаването на трудни за пробив, силноукрепени и дълбокоешелонирани отбранителни линии, които сковават пехотата и изискват много жертви за превземането им, дори след старателна и масирана артилерийска подготовка.

## Тактика на танковите войски
Настъплението е основен вид бой на танковите войски срещу противник, който е в движение или е заел отбранителни позиции.
Танковите войски са особено ефективни при водене на активни отбранителни действия. Те могат бързо да маневрират и да се прегрупират на застрашени участъци от отбраната или да нанасят флангови контраудари по атакуващите части на врага.